# Соннеманс, Виктор
Виктор Соннеманс (фр. Victor Sonnemans) — бельгийский ватерполист, серебряный призёр летних Олимпийских игр.
На Играх Соннеманс входил в состав бельгийской ватерпольной команды. Сначала она обыграла третью французскую команду в четвертьфинале, потом вторую в полуфинале, но в финальном матче её обыграла британская сборная, позволив Бельгии выиграть серебряные медали.